# بوردر فایو

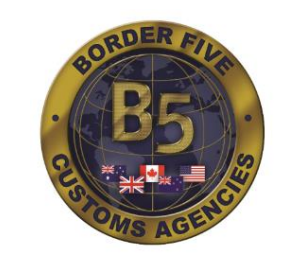
لوگوی گروه پنج آژانس گمرکی مرزی

بوردر فایو انجمنی غیر رسمی برای سیاست‌گذاری مسائل گمرکی و کنترل مرزی است که پنج کشور استرالیا، نیوزیلند، بریتانیا، کانادا و آمریکا در آن شرکت دارند. سازمان‌های عضو این انجمن آژانش خدمات مرزی کانادا، اداره مهاجرت و حفاظت از مرزها استرالیا، مهاجرت نیوزیلند، وزارت امنیت میهن ایالات متحده آمریکا، و وزارت کشور بریتانیا هستند.